# 앨리 그랜트
앨리 그랜트(Allie Grant, 1994년 2월 14일 ~ )는 미국의 배우이다.

## 출연 작품

### 영화
- 스트럭 바이 라이트닝 - 레미 베이커 역
- 더 레드 선더(단편)

### 드라마
- 서버가토리 2(ABC) - 리사 역
- 서버가토리 3(ABC)